# Марковець Віктор Петрович
Віктор Петрович Марковець (біл. Віктар Пятровіч Маркавец; *5 серпня 1947, Докшиці — †17 вересня 2013) — білоруський художник.

## Біографія
Закінчив Білоруський театрально-мистецький інститут (1971). Навчався в Івана Ахремчика. Працював у різних жанрах станкового живопису. Участь у художніх виставках брав з 1971 року. Член Спілки художників Білорусі з 1977 року. Нагороджений премією Ленінського комсомолу Білорусі (1980).
Разом з Олексієм Марачкіним, Володимиром Короткевичем, Чернявським брав участь у дисиденській групі інтелігенціх «На Паддашку», належав до незалежної спілки художників «Пагоня».
Творчість вирізняється поєднанням композиційного і кольрового рішень та строгою окресленістю малюнка. Марковець реконстроював портрети визначних діячів білоруської історії та культури — Владислава Сирокомлі, Вінцента Дуніна-Марцинкевича та його дочки Каміли, батьків Якуба Коласа та Янка Купали. Створив цілу серію праць присвячених Кастусю Калиновському.
З 1992 року співпрацював з поетом Олесем Розановим. Першим їхнім спільним проектом стала серія з шести картин, об'єднаних назвою «Яйцеквадрати». Потім вони створили «Іствы», «Зворотна симетрія». Малюнки з «Яйцеквадратів» лягли в основу художнього оформлення усіх наступних картин Олеся Розанова.

## Сім'я
Разом з дружиною, мистецтвознавцем Тетяною Горанською, створив у Мінську арткав'ятню «Хороші думки», яка існувала з 2001 по 2012 рік (за цей час в кав'ярні провели більш ніж 300 виставок творчості білоруських художників); збудували собор у Заслав'ї собор імені всіх білоруських святих (освячений у 2013 році); ровели у Заслав'ї ряд історико-мистецьких вистав, в яких реконструювали події та образи тисячорічної історії Заслав'я; разом з художниками Заслав'я заснували в 2002 році Творче громадське об'єднання «Художник», головою якого Віктор Марковець був 11 років.
Дочка Віктора, Тетяна Марковець, — художниця техніки витинанки та саломоплетення, мистецтвознавець.